# La Madeleine-de-Nonancourt
La Madeleine-de-Nonancourt é uma comuna francesa na região administrativa da Normandia, no departamento de Eure. Estende-se por uma área de 22,55 km². Em 2010 a comuna tinha 1 169 habitantes (densidade: 51,8 hab./km²).